# Vertigo Games
Vertigo Games es un desarrollador de videojuegos independiente fundada a finales del año 2000 por David Galindo. Vertigo Games ha anunciado en desarrollar videojuegos para la PlayStation Network en PlayStation 3. Uno de los juegos más recientes de Vertigo Games es greenTech, que consiste en un juego de Puzle, donde se desarrolló para el cuarto trimestre con YoYo Games y entró en la competencia llamada "Save the World" donde ganó el primer lugar. David Galindo publica sus videojuegos bajo su seudónimo "Mr. Chubigans".

## List of Games
| Título                                    | Género               | Año  | Notas                                                             |
| ----------------------------------------- | -------------------- | ---- | ----------------------------------------------------------------- |
| Nocturnal Emmision                        | Plataforma           | 2001 | Rechazado por Game Maker, el desarrollador es Mark Overmars       |
| The Wal-Mart SUV Parking Lot Challenge!   | Arcade               | 2001 |                                                                   |
| The Wal-Mart SUV Parking Lot Challenge 2  | Arcade               | 2001 | Es la secuela de The Wal-Mart SUV Parking Lot Challenge!          |
| Atlantis                                  | Aventura             | 2002 |                                                                   |
| Helicopter Cacophony                      | Acción               | 2002 |                                                                   |
| The Fall of Atlantis                      | Aventura             | 2002 | Segundo de juego de Atlantis, el tercero no se ha anunciado.      |
| Prisms of Light                           | Puzle                | 2002 |                                                                   |
| Prisms of Light 2                         | Puzle                | 2003 | Secuela de Prisms of Light                                        |
| Ore No Ryomi                              | Simulación           | 2003 |                                                                   |
| Exploding Crapola: Helicopter Cacophony 2 | Acción               | 2004 | Secuela de Helicopter Cacophony                                   |
| Ore No Ryomi 2                            | Simulación           | 2004 | Secuela de Ore No Ryomi                                           |
| Sandbox of God                            | Estrategia           | 2004 | Más descargado en Vertigo Games                                   |
| Liquisity                                 | Plataforma           | 2005 | El primer nivel fue modificado por Vertigo Games                  |
| Vivid Conceptions                         | Aventura, Plataforma | 2006 |                                                                   |
| Acidbomb                                  | Puzle, Estrategia    | 2006 |                                                                   |
| Acidbomb 2                                | Puzle, Estrategia    | 2006 | Es la secuela del juego Acidbomb. Sequel to Acidbomb              |
| Shellblast                                | Puzle, Estrategia    | 2007 | Videojuego comercial                                              |
| The Winter Solstice                       | Arcade               | 2007 | Entró primero en competición en YoYo Games.                       |
| Spirits of Metropolis                     | Puzle                | 2008 | Gráficos creados por Amanda Redmond.                              |
| greenTech                                 | Simulación           | 2009 | 1.er lugar de competición en YoYo Games en "Salvar el Planeta".   |
| ShellblastHD                              | Puzle, Estrategia    | 2009 | Edición en HD de Shellblastpara XBOX 360. Desarrollado por Optum. |
| Kablooey!                                 | Estrategia           | 2009 | Kablooey! llegó de último en 2BeeGames: segunda competición.      |
| Sandbox of God: Remastered Edition        | Estrategia           | 2010 | Secuela de Sandbox of God                                         |
| The Oil Blue                              | Simulación           | 2010 | Videojuego de simulación comercial                                |
| greenTech+                                | Simulación           | 2010 | greeenTech es adquirido se compra The Oil Blue.                   |
| Critical Strike CS: FPS Online            | Simulación           | 2022 |                                                                   |

]]En total hay 24 juegos creados y lanzados por Vertigo Games.

## Futuros videojuegos
Un número de videojuegos se han anunciado para ser desarrollados por Vertigo Games.
Liquisity 2, la secuela de Liquisity, fue anunciado el 25 de febrero de 2009. Desde entonces, Galindo ha hecho considerables progresos en el motor del juego y ha decidido detener la realización de Spirits of Metropolis, cancelando su proyecto en la forma actual. En diciembre del 2009, he reinició el proyecto, volviendo a hacer la trama del juego y anunció que Sara Gross y Jonathan Geer se encargarían de la música y de los gráficos, respectivamente.